# Amazônia-1

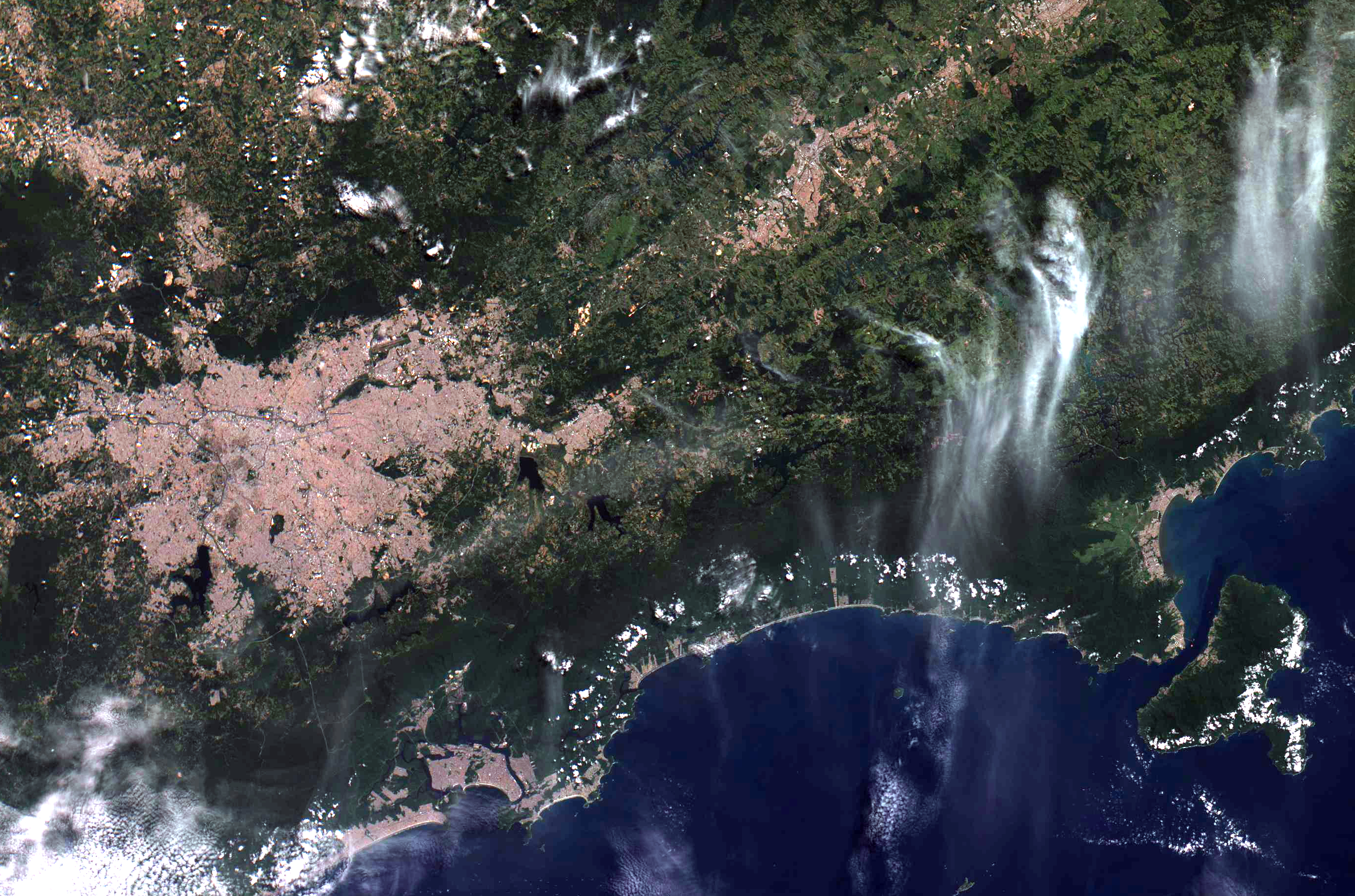
Imagen captada por el satélite, RMSP

Amazonia 1 es un satélite brasileño de observación terrestre, lanzado en febrero de 2021 desde el Centro espacial Satish Dhawan, en la India.
Las principales funciones del satélite son la observación terrestre, la lucha contra la deforestación ilegal, la vigilancia del mar y otras. Se programa una serie de satélites de Amazon con al menos tres equipos de este tipo. Aunque no es el primer satélite brasileño, es el primero diseñado, producido y probado íntegramente en el país, siendo el tercer satélite brasileño de teledetección actualmente en operación con CBERS-4 y CBERS-4A.

## Características
- Periodo de obtención de imágenes del planeta: 5 días
- Generador de imágenes: cámara de 3 bandas en VIS y 1 banda en NIR
- Alcance de observación: 850 km con 60 metros de resolución.
- Plataforma: plataforma multimisión (PMM)
- Vida útil: 4 años.
- Peso: 637,0 kg
- Órbita: órbita polar

## Programa
| Satélite   | Tipo                  | Lanzamiento | Status     |
| ---------- | --------------------- | ----------- | ---------- |
| Amazônia-1 | observación terrestre | 2021        | ativo      |
| Amazônia-2 | observación terrestre | 202x        | programado |
| CBERS-4A   | observación terrestre | 202x        |            |